# James Roosevelt (politico)
James Roosevelt II (New York, 23 dicembre 1907 – Newport Beach, 13 agosto 1991) è stato un politico e generale statunitense.

## Biografia
Era figlio del presidente Franklin Delano Roosevelt e di Eleanor Roosevelt. Nacque a New York. È stato anche un marine, aiutante del padre, segretario del presidente, un attivista del partito democratico e un uomo d'affari.
È stato membro del Congresso degli Stati Uniti d'America dal 1954 al 1965.